# یان پلاچک
یان پلاچک (چکی: Jan Plaček; ۵ اکتبر ۱۸۹۴ – ۱۸ دسامبر ۱۹۵۷) بازیکن فوتبال اهل چکسلواکی بود.
از باشگاه‌هایی که در آن بازی کرده‌است می‌توان به باشگاه فوتبال اسپارتا پراگ اشاره کرد.
وی همچنین در تیم ملی فوتبال چکسلواکی بازی کرده‌است.